# Илораи
Илораи (итал. Illorai) је насеље у Италији у округу Сасари, региону Сардинија.
Према процени из 2011. у насељу је живело 892 становника. Насеље се налази на надморској висини од 503 м.

## Становништво
| 1936. | 1951. | 1961. | 1971. | 1981. | 1991. | 2001. | 2011. |
| ----- | ----- | ----- | ----- | ----- | ----- | ----- | ----- |
| 1.817 | 2.002 | 1.972 | 1.452 | 1.359 | 1.231 | 1.121 | 953   |